# شروط كوبنهاغن

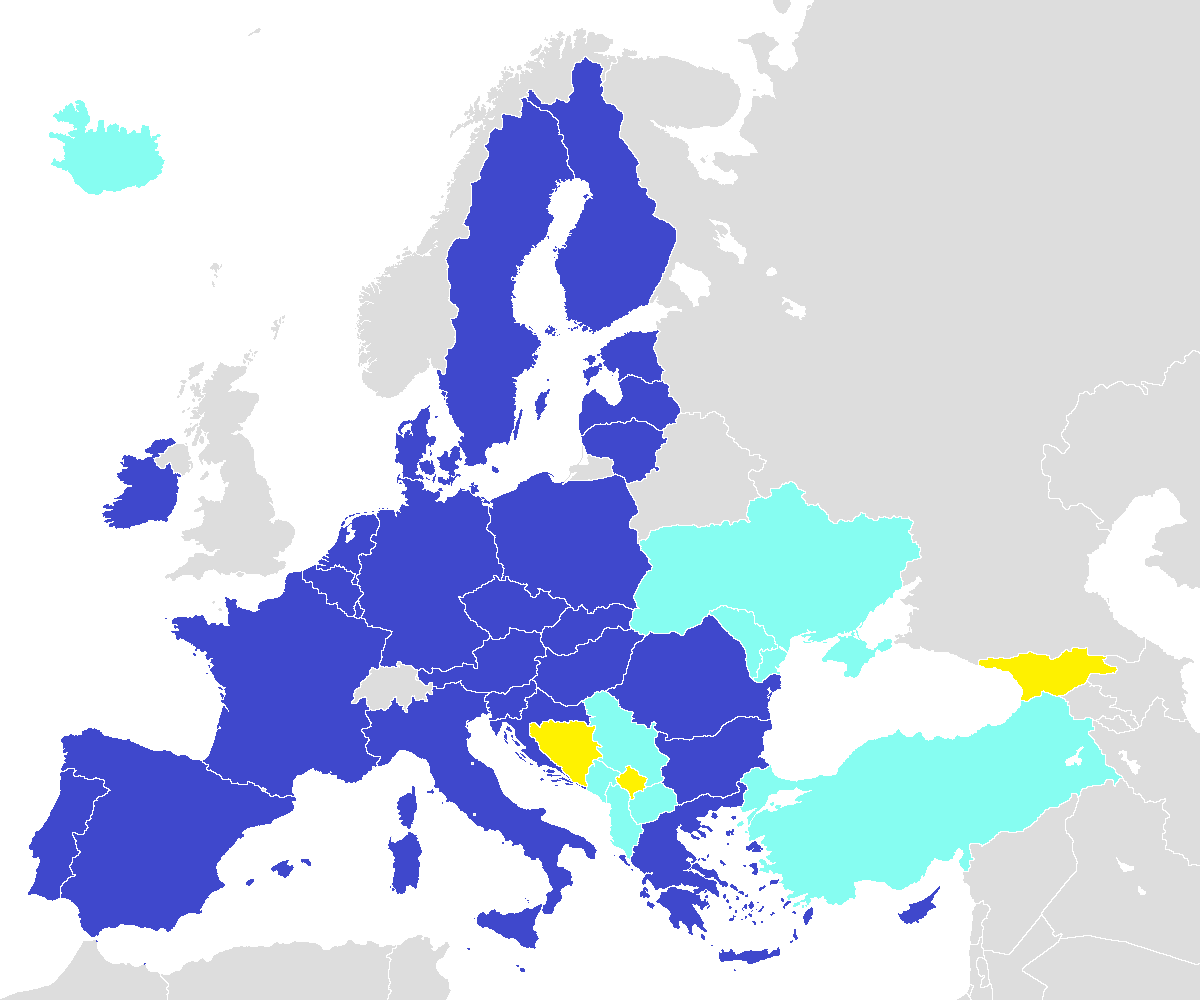
الدول الأعضاء
المرشحون: مقدونيا والجبل الاسود وألبانيا وصربيا وتركيا
يعترف الاتحاد الأوروبي بهم كمرشحين محتملين لكنهم لم يقدموا طلبا رسميا بذلك: البوسنة والهرسك وكوسوفو

شروط كوبنهاغن هي الشروط الأساسية لدخول الدول إلى الاتحاد الأوروبي (يضم 28 دولة، كانت كرواتيا آخر دولة انضمت للاتحاد عام 2013). في عام 1991 لم يكن هناك أي شروط يجب على الدول العمل عليها حتى ينضموا إلى الاتحاد الأوروبي، ولكن في عام 1992 قام الاتحاد الأوروبي بتأسيس بعض الشروط التي يجب توافرها عند انضمام أي دولة في القارة الأوروبية (أوروبا). أُقرت تلك الشروط في المجلس الأوروبيّ المنعقد في كوبنهاغن عام 1993، في الدنمارك، حيث أخذت تلك الشروط هذا الاسم. ومن النتائج التي توصل إليها الاجتماع:
تتطلب عضوية الدول المرشحة للدخول إلى الاتحاد الأوروبي أن تحقق تلك الدول استقرار المؤسسات التي تضمن الديمقراطية، وسيادة القانون، وحقوق الإنسان، واحترام وحماية حقوق الأقليات، ووجود سوق فعَّال، بالإضافة للقدرة على التكيف مع المنافسة الشديدة وقوى السوق الموجودة في الاتحاد. تفترض العضوية أن تكون الدولة قادرة على الخضوع للالتزامات التي يفرضها الاتحاد، والتي تتضمن الالتزام بأهداف الاتحاد السياسيّة والاقتصاديّة والنقديّة.
اتضحت تلك العناصر في العقد الماضي من قرارات وتشريعات المجلس الأوروبيّ والبرلمان الأوروبي والمفوضية الأوروبية، وكذلك بالقانون الصادر عن محكمة العدل الأوروبية ومحكمة حقوق الإنسان الأوروبية. ومازالت هناك بعض الصراعات على تأويل تلك التشريعات رغمًا عن ذلك.

## شروط العضويّة في الاتحاد الأوروبيّ
يُتابَع التقدم نحو استيفاء شروط كونهاغن باستمرار طوال فترة المفاوضات مع الدول المرشحة للانضمام للاتحاد الأوروبيّ. وبناءً على ذلك تتُخذ القرارات بشأن قبول انضمام الدول للاتحاد، أو عن الأفعال المطلوبة منها قبل الالتحاق بالاتحاد.
تُعرَّف شروط كوبنهاغن لعضوية الاتحاد الأوروبيّ بثلاث وثائق:-
- معاهدة ماستريخت 1992 (المادة 49)
- إعلان الاتحاد الأوروبيّ، يونيو 1993 في كوبنهاغن؛ والمسمى شروط كوبنهاغن، التي تصف السياسة العامة بتفاصيل أكبر: سياسيّة واقتصاديّة وتشريعيّة.
- إطار المفاوضات مع الدول المرشحة والذي يتضمّن: الشروط المحددة والمفصّلة، جملة تؤكد أن العضو الجديد في الاتحاد لا يمكنه الدخول إلا عندما يعتبر الاتحاد الأوروبيّ نفسه قادرًا على استيعاب هذا العضو.

وعندما مُررت الشروط في 1993، لم يكن هناك آلية للتأكد بشأن مطابقة أي دولة مع هذه الشروط. أما الآن فقد وضعت ترتيبات الامتثال لهذه الشروط بعد العقوبات المفروضة على حكومة فولفغانغ شوسل النمساويّة في بدايات 2000 والتي فرضتها حكومات الأعضاء الـ14 دولة الأخرى. وأصبحت هذه العقوبات فعالة في الأول من فبراير 2003 تحت نصوص معاهدة نيس.

## الشروط الجغرافيّة
تنص المادة 49 (المادة O سابقًا) من معاهدة الاتحاد الأوروبيّ أو معاهدة ماستريخت على أن أي دولة أوروبيّة تحترم مبادئ الاتحاد الأوروبيّ بوسعها أن تقدم للانضمام. تصنيف الدولة كدولة أوروبيّة مُعرَّض للتقييم السياسيّ خلال المفوضية الأوروبية، والأكثر أهمية منه؛ وهو المجلس الأوروبي.
تقدمت دولة المغرب عام 1987 للانضمام للمجتمعات الأوروبيّة (سلف الاتحاد الأوروبيّ). ورُفِض الطلب باعتبار أن المغرب ليست «دولة أوروبيّة» وبالتالي لا تستطيع الانضمام. كُرِّس هذا الشرط الجغرافيّ بعد ذلك في شروط كوبنهاغن.
قد تتمتع الدول غير الأوروبيّة بدرجات مختلفة من التكامل مع الاتحاد الأوروبيّ بالرغم من عدم قدرتها للانضمام للاتحاد الأوروبيّ، ويحدث ذلك بالاتفاق الدوليّ. تتطور الاتفاقات مع الطرف الثالث بشأن الارتباط، والتي قررتها الدول الأعضاء بالنظر إلى السعة العامة للمجتمع، كما تُستجد أطر محددة من أجل إدراج الدول الثالثة مثل سياسة الجوار الأوروبيّة. يستبدل ذلك عملية برشلونة التي وفَّرت إطار علاقات الاتحاد الأوروبيّ مع دول الجوار بالبحر المتوسط في شمال إفريقيا وغرب آسيا.
لا يجب خلط سياسة الجوار الأوروبيّة مع عملية الانتساب والاستقرار في البلقان الغربيّ أو المنطقة الأوروبيّة الاقتصاديّة. لا تقع روسيا ضمن إطار سياسة الجوار الأوروبيّة، ولكنها معرضة إلى إطار منفصل. يمكن تفسير سياسة الجوار الأوروبيّة على أنها ترسم حدود الاتحاد للمستقبل القريب. يتكامل الاتحاد الأوروبيّ مع دول الجوار بطرق أخرى مثل اتحاد البحر المتوسط، المكوّن من دول الاتحاد الأوروبيّ ودول أخرى لها حدود في البحر المتوسط.

## الشروط السياسيّة

### الديمقراطيّة
تتطلب ديمقراطيّة الحكم الفعّالة أن يكون لكل المواطنين القدرة على المشاركة، على أساس المساواة، في صناعة القرار السياسيّ، على كل مستوى حكوميّ بداية من المجالس البلديّة حتى أعلى، إلى المستوى القوميّ. يتطلب ذلك أيضًا أن تُجرى الانتخابات بنظام الاقتراع السريّ، والحق في تكوين الأحزاب السياسيّة دون أي عائق من الدولة، والاتصال العادل والمتساوي بالصحافة الحرة، ومنظمات التجارة الحرة، وحرية التعبير عن الرأي الشخصيّ، وتقييد القوى التنفيذيّة بالقوانين والسماح باللجوء للقضاء المستقل عن السلطة التنفيذيّة.

### سيادة القانون
تنطوي سيادة القانون على التزام الحكومة بالقوانين المنصوص عليها في الوثائق القانونيّة، والتي أُقرت خلال عمليات ثابتة. يُعتبر هذا المبدأ وسيلة للحماية من الحُكم الاعتباطيّ للأفراد.

### حقوق الإنسان
حقوق الإنسان هي تلك الحقوق التي يتمتع بها الإنسان لمجرد كونه إنسان. حقوق الإنسان هي حقوق غير قابلة للتصرف، وتنتمي لجميع البشر. إذا كان حقٌ ما غير قابل للتصرف فهذا يعني أنه لا يمكن سلبه أو مقايضته أو تحديده أو بيعه (فلا يمكن للشخص أن يبيع نفسه للعبوديّة مثلًا). تتضمن تلك الحقوق الحق في الحياة والحق في أن يُحاكم الشخص طبقًا للقانون الموجود وقت الاعتداء، الحق في الحرية من العبوديّة والحق في التحرر من التعذيب.
يعتبر الإعلان العالمي لحقوق الإنسان الصادر عن الأمم المتحدة بمثابة الصياغة الأكثر إلزامًا لحقوق الإنسان، بالرغم من افتقارها لآليات التطبيق الفعّالة على الأرض مثل تلك الموجودة في الاتفاقية الأوروبية لحقوق الإنسان. أجبرت متطلبات الالتزام بتلك الصياغة عددًا من الدول المنضمة حديثًا للاتحاد الأوروبيّ أن تطبق تعديلات جوهريّة على تشريعاتهم وعلى الخدمات العامة والقضاء. كما تضمنت تلك التغييرات معالجة مسائل المجموعات الإثنيّة والأقليات الدينيّة وإزالة الفوارق في المعاملة بين الفصائل السياسيّة المختلفة.

### احترام وحماية الأقليات
يجب يكون لأعضاء الأقليات القوميّة القدرة على الحفاظ على ثقافتهم المميزة وممارساتهم، بما في ذلك اللغة (يستمر الحفاظ على الحقوق طالما أنها لا تتعارض مع حقوق الإنسان ولا مع العمليّة الديمقراطيّة أو سيادة القانون)، دون أن يعانوا من أي تمييز. عبّرت عن هذا المبدأ اتفاقيّة مجلس أوروبا، الاتفاقيّة الإطاريّة لحماية الأقليات القوميّة (معاهدة رقم 157). ولكنها لم تتضمن تعريفًا واضحًا عن ما يكوِّن أقليّة قوميّة. ولهذا السبب أضافت بعض الدول تصريحات رسميّة حول هذا الشأن ومن أمثلتها:
- النمسا: «تعلن جمهوريّة النمسا عن نفسها، أن مصطلح (الأقليات القوميّة) الذي يقع معناه في إطار اتفاقيّة حماية الأقليات القوميّة، يُفهم على أنه يخصص هذه المجموعات التي تقع في إطار تطبيق قانون المجموعات الإثنيّة، ويعيشون منذ القدم على الأراضيّ النمساويّة ويتكونون من المواطنين النمساويّين واللغة الألمانيّة ليست لغتهم الأم، ويعيشون خلال ثقافاتهم الإثنيّة».
- بلجيكا: «تعلن مملكة بلجيكا أن الاتفاقيّة تطبق الضمانات والمبادئ دون التحيُّز إلى النص الدستوريّ، ودون التحيُّز للتشريعات التي تنظِّم استخدام اللغة. تعلن مملكة بلجيكا أن مفهوم الأقليّة القوميّة سيُعرَّف خلال مؤتمر الوزاريّ للسياسة الخارجيّة».
- ألمانيا: «لا تحتوي الاتفاقيّة على تعريف مفهوم الأقليات القوميّة. وبالتالي فإن الأمر مفتوح لكل طرف من الأطراف المتعاقدة أن يحددوا من هي تلك المجموعات التي سيطبَّق عليها المفهوم بعد التصديق عليه. تشمل الأقليات القوميّة في الجمهوريّة الفيدراليّة الألمانيّة كل من الدامنركيّين ذوي الجنسية الألمانيّة، وصوربيون من ذوي المواطنة الألمانيّة. ستُطبَّق الاتفاقيّة أيضًا على أعضاء المجموعات الإثنيّة القاطنة في ألمانيا مثل الفريزين والسينتيّين من ذوي الجنسية الألمانيّة».

## الشروط الاقتصاديّة
تتطلب الشروط الاقتصاديّة بصورة عامة أن يكون للدول المرشحة اقتصاد سوق فعّال، وأن يكون للمنتجين القدرة على التكيُّف مع الضغوط التنافسيّة والقوى السوقيّة في الاتحاد الأوروبيّ. استُخدمت شروط اليورو للتقارب وآليّة معدل التبادل الأوروبيّ لإعداد الدول المنضمة لمنطقة اليورو، وشمل الإعداد الدول المؤسسة والدول المنضمة حديثًا.

## التنسيق التشريعيّ
وأخيرًا، وعمليًا خارج شروط كوبنهاغن، يأتي مطلوب جديد؛ أن يقوم الأعضاء المستقبليّون بتنسيق قوانينهم مع الهيكل القانونيّ الأوروبيّ المبنيّ على مدار تاريخ الاتحاد، والمعروف باسم تشريعات الاتحاد. وفي الإعداد للقبول، تنقسم التشريعات إلى عدة فصول منفصلة، كل منها يتعامل مع منطقة سياسيّة مختلفة. ففي عملية التوسع الخامسة والتي انتهت بضم بلغاريا ورومانيا في 2007، كان هناك 31 فصلًا. وفي المناقشات مع كرواتيا وتركيا وآيسلندا، انقسمت التشريعات إلى 35 فصلًا إضافيًا.